# Žihle (nádraží)
Žihle  je železniční stanice v západní části obce Žihle v okrese Plzeň-sever v Plzeňském kraji, nedaleko Žihlického potoka. Leží na neelektrizované jednokolejné trati Plzeň–Žatec.

## Historie
Stanice byla otevřena 8. srpna 1873 při zahájení provozu trati společnosti Plzeňsko-březenská dráha (EPPK) v úseku z Plas přes Žabokliky do stanice Březno u Chomutova, čímž bylo dokončeno celistvé dopravní spojení s Plzní. Budova vznikla dle typizovaného stavebního vzoru.
Po zestátnění společnosti 1. července 1884 v Rakousku-Uhersku pak obsluhovala stanici jedna společnost, Císařsko-královské státní dráhy (kkStB), po roce 1918 pak správu přebraly Československé státní dráhy.

## Popis
Nachází se zde dvě jednostranná nekrytá vnitřní úrovňová nástupiště, k příchodu na nástupiště slouží přechody přes koleje. Další nástupiště je vnější u staniční budovy, nachází se však u manipulační koleje, takže jej lez využít jen při mimořádnostech.